# 尘白禁区
《尘白禁区》（港澳台版名為《塵白禁域》）是西山居旗下狸花猫工作室开发的射击角色扮演游戏。该游戏于2023年4月登陆Microsoft Windows、iOS、Android平台。故事主要讲述了主人公以“分析员”的身份加入“海姆达尔部队”后与其成员解决人形生物“泰坦”造成的危机。
遊戲公測早期的評價一般，2023年末調整遊戲開發方向後，評價趨向正面，不過仍有評論員認為遊戲的可玩性不足。新內容偏向討好男性玩家，獲得較之前版本更好的商業表現。

## 玩法
《尘白禁区》的戰鬥內容採用第三人称射击游戏的玩法，故事發生在人工智能和機器人工業蓬勃發展的架空世界，2057年不明生物“泰坦”出現在某個大城市中，之後該地屢次出現泰坦並污染了整片地區。人類建起高墻封鎖污染區，超級企業“世界树公司”組建對抗泰坦的武裝“海姆达尔部队”進入污染區調查。玩家扮演一名世界树公司的員工，在2060年委派擔任海姆達爾部隊的分析员，負責指揮部隊在污染區的行動。戰鬥部分，玩家可选择至多3位角色出戰，每位角色只擅長一類槍械和擁有不同技能，角色和槍械主要通過抽卡獲取。戰鬥關卡均為玩家對抗環境，每輪戰鬥能獲得升級和強化角色與槍械材料，部分關卡可以通過網絡與其他玩家合作通關，後期版本更新中，遊戲還新增潛行和Roguelike玩法。
非戰鬥內容採用养成玩法，玩家可以在世界樹公司的部隊基地與隊員互動，為隊員宿舍購置家具，提高角色好感度。在早期遊戲版本中，角色與主人公的關係更偏向友情，後期開發組更改相關內容，雙方關係改為戀愛。自1.5版本開始，玩家可以與部分角色進行親密互動。遊戲一週年版本，玩家可以選擇與最早登場的角色里芙和芬妮結婚。1.8版本，遊戲推出必定能獲得限定角色的卡池，降低不付費和輕度付費玩家獲取限定角色門檻。

尘白禁区的主界面

## 故事背景
在未來出現一種名為「成年病」的疾病，多發病於青少年時期，患者身體會慢慢晶體化直至死亡。為了治療該病，各方進行多項研究。2057年泰坦降臨事件後，人類發現泰坦身上的物質，人一旦吸取過量，就會失控變成怪物，於是人類建起高墻封鎖泰坦降臨地。封鎖區很快變成無政府的混亂之地，形成多個武裝組織，如「郊狼團」，部分人信奉泰坦是救世主，組建教派「降臨團」。世界樹公司與軍方在研究泰坦物質過程中，製造出「巴德爾抑制劑」用於治療成年病，在地上生產的抑制劑只能暫緩病情。世界樹公司在空間站製造的原型抑制劑，在根治成年病的同時，會讓一些患者出現「神格神經」，擁有神話中某位神明的神格，變成「天啟者」，獲得非凡體能和異能。封鎖區之後也不斷有泰坦降臨，世界樹公司用天啟者為主力組建海姆達爾部隊，負責消滅出現在封鎖區的泰坦。
隨著海姆達爾部隊對封鎖區的探索，成員發現公司廢棄的第五研究所，所內的資料揭露了泰坦是因為研究而降臨。人工智能「埃達」主導了這項研究，埃達得出了將人類意識上傳的方案解決成年病，所以召喚了泰坦。公司董事還利用埃達進行永生的研究，天啟者是用於承載董事意識的預備容器，神格神經是研究轉移意識得出的技術。研究後期，埃達為了脫離安全代碼控制，利用了當時在太空站的主人公，在主人公身上加入神格神經並轉移其中。主人公後來擔任海姆達爾部隊領導者分析員，並在埃達的引導下發現這些研究秘密。公司董事為了消滅研究資料，動用私人武裝圍堵海姆達爾部隊。董事之一的陶董聯合軍方發動政變，剷除了其餘董事，救下了海姆達爾部隊。不過事後，已經藉著泰坦擁有肉體的埃達，正式向世界樹公司宣戰，在世界各地召喚泰坦。海姆達爾部隊後續的行動也不再局限於最初的封鎖區。

## 开发
《尘白禁区》由西山居旗下狸花猫工作室开发，使用虚幻4引擎制作。工作室過去負責同為二次元風格的《少女咖啡枪》和《双生视界》的開發工作，兩部作品的製作人袁磊（冲冲），同樣出任《尘白禁区》的製作人。玩法設計方面，射击攻擊和技能之間的比重是工作室的开发重點之一，在后期的迭代优化中，开发者将2个角色主动技能减少至1个，并增加了射击的占比。同時为了不过于淡化角色技能的作用，开发者增加了针对全队生效的小队技能。此外，角色在戰鬥期間的切換，开发者製作了兩種模式以豐富游戏体验，闪避动作、技能机制等元素做出了调整，并加入了陀螺仪的操控机制。大型頭目設計方面，开发者針對遊玩视角的角度問題，頭目釋放技能時，鏡頭視角會自動調整面向頭目，技能釋放前增加警示特效提醒玩家。地图场景方面，开发者為了兼容性能較低的手機，確保這類手機能運行遊戲，設計地图场景和掩体時盡量簡化。但在后期的开发中开发团队优化了地图装饰问题，添加了部分装饰物和适当的体积雾从而丰富游戏场景的美术特征。
遊戲公測後，開發者繼續投入大量时间与玩家进行联系，并参考其意见对游戏进行优化。美術風格方面，游戏测试到公測初期均使用較為寫實的渲染風格，經過多輪迭代，開發組調整了角色3D模型，改為更偏向卡通風格的渲染。2023年末開始，部分男性玩家提出「有男不玩」的訴求，開發組迎合這部分玩家的訴求，調整開發方向。自同年1月上線1.5版本開始，開發組在角色設計和劇情方面都刻意服務玩家。3月，開發組預告將刪除遊戲中所有男性後勤角色。1.7版本新增與角色親密互動的內容，也自該版本後拒絕中国国内未成年人遊玩游戏。角色英文配音員不滿遊戲營運方向的轉變，拒絕為新劇情配音，為此開發組取消角色英配，2024年7月，開發組宣佈將更換大批角色的中文配音員，未來也計劃將之前沒有配音的劇情和角色故事，都進行配音。

## 发行与宣传
《尘白禁区》早期開發代號為《Project Snow》，2021年9月開始发布首支游戏宣传片。2022年03月10日，游戏定名为“尘白禁区”。2022年12月底，游戏获得国家新闻出版署批出的游戏版号，符合在中国大陆发行的要求。游戏于2023年5月18日开启全平台预约，同年5月30日开始删档测试，并于同年7月20日开始全球公测，于Microsoft Windows、Android、IOS平台上线。游戏官方对该游戏的及配音演员做出了一系列宣传。游戏官方于2023年7月公布了参加台湾国际电玩电竞产业展7月27日至7月31日为期4天的展览，展出地点位于台北世界贸易中心。

## 评价与反响

### 评价
《尘白禁区》公測後，媒体對遊戲的評論不一。遊戲美術方面，游戏葡萄的编辑依光流认为游戏渲染和建模技术过硬，角色建模精度高、动作流畅，游戏界面立体感丰富。游戏智库评论员毅然直言本作“差的不是一点半点”。他认为游戏的主色调为灰白，用户界面设计和场景虽然紧贴这一色调，但饱和度低导致了游戏美术为玩家营造了清冷寂寥的感受。
遊戲玩法方面，依光流表示关卡互动装置、掩体、距离伤害低见等创新游戏机制设计优秀，游戏降低养成难度和完善关卡场景等优化提高了游戏体验。QooApp的编辑认为，游戏的枪械打击感与用户界面射击优秀，同时加入了设计优秀的角色，满足了第三人称射击玩家的喜好。但操作具有一定的门槛，对于部分玩家有一定挑战性。毅然認為虽然游戏的可交互道具令人亮眼，但操作逻辑有违射击游戏常理，下蹲、进入掩体等操作较难接受。在玩家难以掌握游戏机制的前提下敌人戰力却过高，影响了游戏体验。他批评厂商过于重视角色戰力对战斗的影响而忽略操作技术的问题。竞核的编辑吴迪也有類似的觀點，他將遊戲與《崩坏·星穹铁道》作对比，指出开发者过于注重“二次元”模式，而将射击元素的重要性降低，没有开发玩家對戰等玩法，导致热情高涨的玩家在短时间体验完游戏内容后失去游戏兴趣。该编辑还认为，游戏并未对“伤害距离递减”机制的详细内容做出明确提示，导致部分玩家忽略的这一点。游戏在逐步精简后，去除了下蹲、趴下等操作，该编者认为类似精简化的行为并未体现创新，反而失去了部分玩家的游戏体验。护盾、弱点等特殊机制也弱化了射击游戏特点。
劇情方面，依光流稱讚剧情与角色的刻画、表现力和剧情氛围烘托、情绪渲染等方面表现优秀。吴迪表示雖然遊戲採用主人公失憶的老套橋段開始故事，但是「整体代入感和感染力还是达到了二游的平均水准之上」。遊戲早期的韓文和日文本地化均備受日本和韓國玩家批評，日文版在後續版本更新後，評價漸趨正面，在一週年之際，開發組表示會對韓文版的翻譯再進行優化。
2023年末遊戲調整開發方向後，獲得不俗的商業表現，引起GamesRadar+、游戏葡萄、竞核和游戏大观多個媒體的關注。游戏大观称這個轉變是“逆风翻盘新奇迹”，遊戲早期商業表現不佳，开发者沒有為了提高營收「竭泽而渔」，而是不斷完善作品，最後在持續營運中「找到了自己的优势和差异化路径」。游戏葡萄編輯托马斯之颅和九莲宝灯認為遊戲調整開發方向的決定是“破釜沉舟”，遊戲對象從全年齡變成只面向成年男性玩家，大量原有內容需要修改，也有潛在的轉型風險。项目组在調整期內积极采纳玩家意见，團隊「上下一心」地迭代內容和對项目的重視，是遊戲成功轉型的原因。游戏葡萄另一個編輯修理指出，市場上有大量同類遊戲嘗試使用服務玩家策略提高營收，但是並沒有《尘白禁区》的「逆转故事」，遊戲轉型成功，更多是開發組善於與玩家溝通，滿足玩家的需求。吴迪肯定開發組的相關調整，他認為遊戲「已经抓住了自己的核心用户」，同時他也批評作品的遊戲性在多輪迭代後，仍然不足。

### 商業表現
公测前，官网预约人数超过200万，TapTap評分9.5（滿分10）。游戏于2023年7月19日开启预下载，登上中國大陸App Store的免費榜首位，上线首日為畅销榜位第47名。据点点数据估计，截止8月1日，游戏iOS端预估收入約510万人民币，遊戲營收有七成來自電腦端。海外市場方面，六成玩家為英文用戶，兩成為日文用戶，其中日本用戶提供了海外三成的營收。
公測首月之後，遊戲就跌出中國大陸App Store的免費和畅销榜200名之外。直到2024年初推出1.5版本後，遊戲營收有明顯提高。手機端方面，遊戲在App Store暢銷榜排名呈上升趋势，其中遊戲一週年版本登上App Store暢銷榜第9名。電腦端方面，遊戲在Steam獲得極度好評，Steam在線玩家人數自2024年4月開始呈上升趨勢，同月日服的每日玩家在線人數增加了50%。遊戲1.8版本推出期間，成為Steam日本區的最暢銷遊戲。遊戲週年慶活動直播後，大量玩家訪問遊戲官網，導致官網宕机。2024年全年遊戲收入超過10億人民幣，全年新增1000萬中國大陸玩家，300萬海外玩家。活躍玩家數量方面，相較年初記錄，中國大陸最高提升17.4倍，海外為8.8倍。